# 追影·筑梦
《追影·築夢》（英文：A Time To Embrace），馬來西亞八度空間懷舊電視劇，製作單位為嘉逸娛樂有限公司，由許亮宇、王冠逸、童冰玉、楊雁雁、林一心及徐慧華領銜主演，製作人為袁再顯，監製為張穎瑩。該劇是八度空間黃金時段「亞洲精選」首部本地中文電視劇，亦是八度空間七周年台慶劇。

## 故事大纲
马来亚吉隆坡市1954年，邱祺宗（许亮宇飾）、张金娇（童冰玉飾）、陈翔（林一心飾）等华校朋友们偷进英留生举行的平安夜派对，遭富家子杨继成（王冠逸飾）同伴们打架。祺宗挑战继成参加非法车赛之后，他们俩终于放弃怨气，握手言欢，同时也发现他们自身掌握同一个梦想，即贯彻影坛当电影家，而金娇想当演员大明星。所以，他们仨决定一起前往新加坡，不理亲人强烈反对，开始影业梦想之旅。不幸，他们在狮城被逼忍受不少困难的经验，祺宗和继成加入不了名牌邓氏电影厂，反而将只通过一家资金极低的小型公司开始学习电影制作技巧。祺宗和继成虽然由于公司老板“电影奇人”豆油伯受到艰苦训练，但与性格古怪杂色的同事们关系相当不差，逐日更亲切。与此同时，金娇经过不少试验失败后终于被选加入电影拍摄的一些场景，但是这部电影的导演强求她出演中脱光衣服，与男配角性交，令她感受道德困境、忐忑不平。在新加坡追梦失望之后，祺宗、继成、金娇一起心情沉重回归吉隆坡。虽然第一次尝试毫不顺利，但祺宗与继成心里放不弃电影业的梦想，不久再次重新开始他们的追梦过程。后来，金娇裸露镜头那一部电影全国上映，金娇得知自己受骗后大受打击，幸得继成求助其父把该电影片通通召回，并赢取了金娇的芳心。但是，继成前女友Elaine（郭曉微飾）从海外归国令他吃惊，令他与金娇的感情再次面对大考验，甚至与祺宗的友谊备受不利的影响。
其间，本来做办公室文员的陈翔，忽然被其兄陈兴（葉俊岑飾）强迫参加夜总会内部歌唱比赛，不情愿地应战得胜，由此夜总会管理聘用他做内部歌手。陈兴是镇上出名的一个不良分子，一直对赌客欠下巨额债务，所以经常勒索其弟所赚的薪水。陈翔因这份新事业感到负担更难忍受，所以无法维持白天正职，可是事业剩下夜班歌手以来，陈翔的内情越来越焦虑不安。陈翔生活中最艰难的这一刻中，幸好有张金蕊（杨雁雁飾）对他心暖关心。陈翔夜总会唱歌不受落，因为压力重大而飙摩托车发泄，有一天深夜，他不小心撞到街上的一位年迈的旧瓶收藏家，使一家人对伤者一家负债累累，日子过得更焦虑，其兄也愤怒又对自弟残暴。不久以后，车祸伤者终于亡命，陈翔一家人都混乱，赌客追到陈兴敲诈债务不及，而把陈家落在他们威胁下，加上把其母打到重伤。幸亏有了祺宗和继成的帮忙，帮助陈祥把运程好转。
马来亚1957年独立后当时，祺宗与继成单飞不久以后，在祺宗办公露天电影的马来乡村里再次回合，继成与金娇的感情也恢复。祺宗与继成重逢之后，他们一起建立戏院行业，商号名称“时代”，开业早年事业不错，能够把外购电影顺顺利利呈现给马来亚观众。由于邓氏兄弟不愿将其方制作电影片版权售给时代戏院，他们决定建立电影制作部，招呼老公司同事们与他们再次聚合，帮助把摄影业达到成功。不过，拍完第一部电影之后面对第一场风险，疑被邓氏兄弟剽窃，祺宗失望中冲向杨家，向杨云天乞求资金。经过多次乞讨之后，老杨终于捐赠一个来之不易的大量资金为了帮助时代公司重新开始，再拍新的一部影片，本片摄影到开映比以前的事一帆风顺，展示一个令邓氏敬畏的竞争。一直以来为本地市场拍马来戏，时代电影决定以全球华人观众为注目，所以祺宗与继成决定前进香港开业。不过，在港经营电影业还有更多挑战要应付，更何况有邓氏兄弟的影业威力和秘方策略等待他们。幸好有金娇来港再次试验演艺业，跟其妹金喜当编剧到时代房送大吉。金娇在时代电影旗下充实不少演艺经验，久而久之感到继成对她的感情越疏远，同时与香港一位男演员看来更亲切，更何况因演艺压力而疑感到精神分裂症，另继成心里不满。后来，金娇在拍摄时出了意外差点儿送命，继成失而复得，最后跟金娇求婚。后来两人得到家人祝福，走进了婚姻生活。
陈翔看似度过完最痛苦的时刻，在夜总会被一位名叫燕玲发现他的歌唱才能，然后他为了帮助够付其母因药费，他不犹豫与燕玲姐签约出唱片。可是，这位燕玲姐聘请陈翔当其唱片公司旗下艺人的良好意图，隐瞒着一场恶意狠毒。除了受到一场严格又密集的培训，陈祥也被强求对公众自认为一名从维也纳归国的上流歌王，并且搬入公司安排的新房屋，少许经常归乡探亲。加上，燕玲姐为了帮助陈翔不记老家亲而天天送他放毒的香烟条。一听闻陈兴从霸道反省而归家，于是抗议其弟为事业而离家之后，燕玲姐给陈兴打个“好招呼”，迫使他搬进陈翔新宅为其弟防卫，亦被逼服从她给陈翔有毒香烟的命令，否则他将感受一顿很艰苦的惩罚。不久以后，陈翔在南洋华人歌坛中出头成名大歌星的光荣，瞒着他心身状况越来越恶化，所以陈兴决定帮助他亲身弟弟渐渐摆脱毒品，立即把他离开燕玲姐所邪恶的歌坛事业。
祺宗、继成、金娇由时代电影在香港中文电影业大亨通中，他们仨归马国探望老亲友，终于听见歌王陈翔惨变瘾君子，跟陈家与金蕊协助陈翔脱离燕玲姐的罪行。陈翔似乎由伙伴们帮助而终于离开燕玲姐凶狠监护不久之后，他开记者会之前竟然被燕玲姐命令的一位追随者刺胸暗杀，引起席卷南洋歌迷的悲剧，预示一名年轻歌星早年陨落。
祺宗与继成共同享受时代电影在亚洲影坛巨大丰收之中，忽然遇到双方家庭问题。原来杨云天曾经娶了祺宗母张三妹而以自己骨肉产生祺宗，这项事情引起杨家遭婚事风云，而且使继成为自己杨家财产继承权心里不安。因此，继成在公司激动做决策，委任洋人安德鲁当担任，引起祺宗与在新加坡相识的同伴们情绪都愤怒，立刻与继成的友谊溃散而通通走出时代电影，然后他们俩每次相遇将会继续顶嘴吵架。祺宗他们脱离时代电影之后不停拍电影，开启万里电影制作公司。杨云天因遭中风而病逝，留下一封遗书，将遗产一大部分传给杨海伦与张家，而杨老太与继成只获得少部分，使祺宗与继成之间已破裂的关系越恶化，难得降温。
万里公司首部自作电影，以《蓝色之梦》为题，招新演员实验活动不顺利之后，而被逼邀请金娇当女主角。此事令继成怀疑自妻不忠而与前友暗恋，媒体方面也误会出现了一场三角恋，夫妻关系再度恶化。甚至继成毫不犹豫宣布与金娇离婚，令金娇深感沮丧，拍摄中也无法控制自己的感情。最终，金娇因感到生活荡然无存而服药过量自毙，当时《蓝色之梦》制作未完，南洋中文艺坛又受了大掌击。金娇丧事过后，祺宗与继成终于修补友谊，同时指责在万里公司的合伙们引起金娇的衰落而溃散合作，时代公司欢迎祺宗回归，并接管《蓝色之梦》发行权。1963年圣诞夜，继成出海外不幸遭飞机祸亡命，时代公司内剩下祺宗为老板，在金马颁奖典礼自身代表金娇与继成为《蓝色之梦》获奖。
根据剧终尾声，1970年代，影院行业无法与电视大竞争而无法不告别辉煌岁月，连时代电影也因此而落幕。快进1983年圣诞日，年龄已迈的张金喜在家里著完《追影逐梦》的回忆录。

## 演员表
根据来源：

### 主角
- 许亮宇 饰 邱祺宗
- 王冠逸 饰 杨继成 (Jensen)
- 童冰玉 饰 张金娇
- 林一心 饰 陈　翔

### 配角

#### 杨家
- 徐慧华 饰 杨海伦 (Helen)，继成之姐
- 黎　明 饰 杨老太，继成之祖母
- 洪国锐 饰 杨云天，继成之父

#### 张家
- 杨雁雁 饰 张金蕊，金娇之姐
- 梁祖仪 饰 张金喜，金娇之妹
- 傅志坚 饰 张海贵，金娇之父

#### 陈家
- 叶俊岑 饰 陈　兴，陈翔之兄
- 释福如 饰 陈爱莲，陈翔之母